# San Marino (Califòrnia)
San Marino és una ciutat al Comtat de Los Angeles a l'estat de Califòrnia. Segons el cens del 2000 tenia 12.945 habitants.

## Demografia
Segons el cens del 2000, San Marino tenia 12.945 habitants, 4.266 habitatges, i 3.673 famílies. La densitat de població era de 1.325,8 habitants/km².
Dels 4.266 habitatges en un 42% hi vivien nens de menys de 18 anys, en un 75% hi vivien parelles casades, en un 8,6% dones solteres, i en un 13,9% no eren unitats familiars. En el 12% dels habitatges hi vivien persones soles el 7,3% de les quals corresponia a persones de 65 anys o més que vivien soles. El nombre mitjà de persones vivint en cada habitatge era de 3,03 i el nombre mitjà de persones que vivien en cada família era de 3,29.
Per cada 100 dones de 18 o més anys hi havia 89,1 homes.
La renda mediana per habitatge era de 117.267$ i la renda mediana per família de 125.708 $. Els homes tenien una renda mediana de 98.928 $ mentre que les dones 51.853 $. La renda per capita de la població era de 59.150 $. Entorn del 3,7% de les famílies i el 5% de la població estaven per davall del llindar de pobresa.

## Poblacions properes
El següent diagrama mostra les poblacions més properes.